# Havlíčkův dub (Proseč-Obořiště)
Havlíčkův dub je památný strom, který roste na malé louce u jezírka naproti Prosečskému zámku, připomíná pobyt Karla Havlíčka Borovského na konci první poloviny 19. století.

## Základní údaje
- název: Havlíčkův dub, dub Karla Havlíčka Borovského
- výška: 22 m (1978)[1], 24 m (1981, 1996, 2001[3])[4]
- obvod: 560 cm (1978)[1], 630 cm (1981)[4], 628 cm (1996)[4], 650 cm (2001)[3]
- věk: 300 let[3]
- zdravotní stav: 2 (1978)[4], 2,5 (1996)[4]
- sanace: ano
- souřadnice: 49°24'22.87"N, 15°7'46.45"E

## Historie

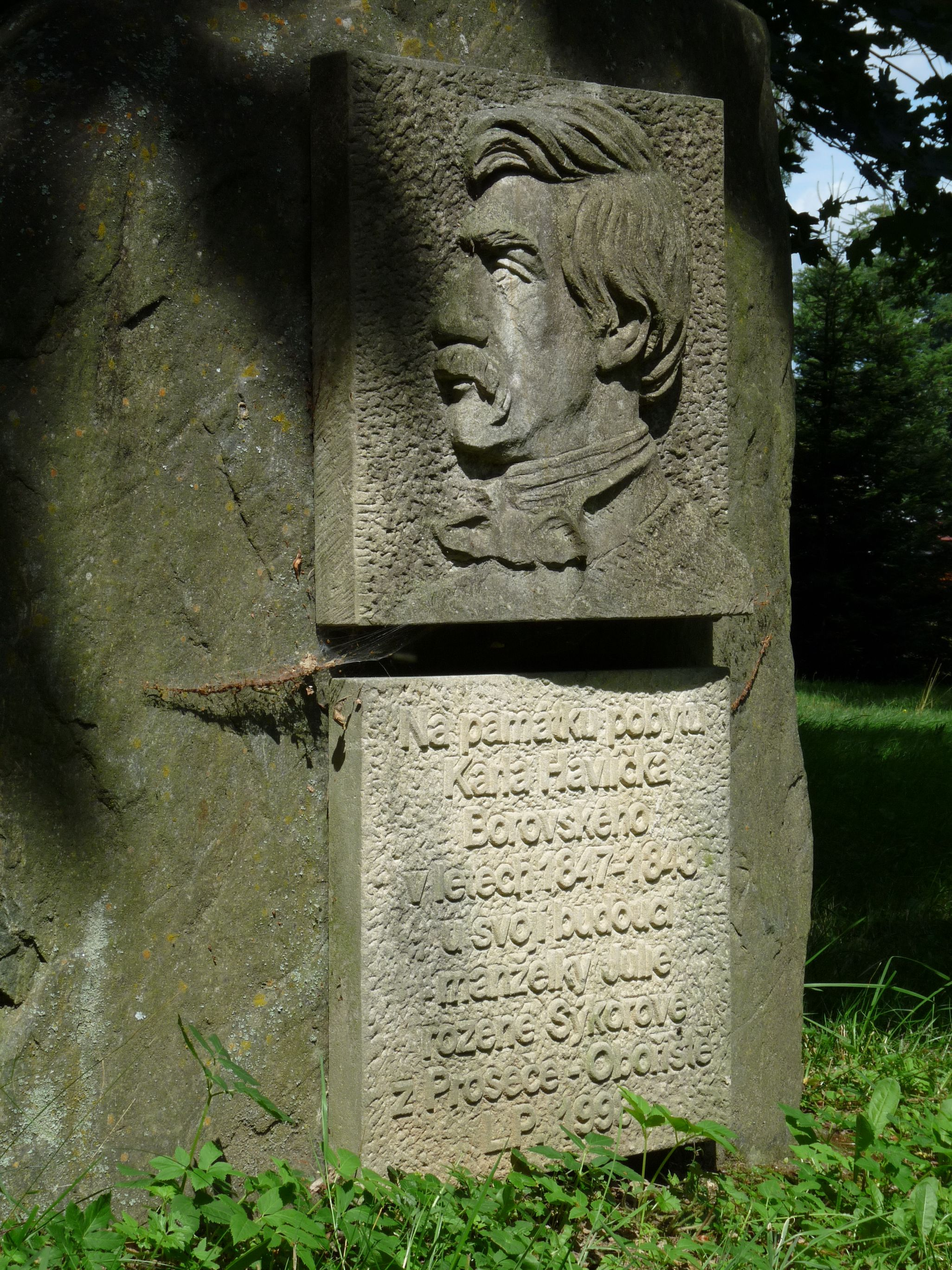
Pamětní deska

Karla Havlíčka připomíná pamětní deska nedaleko dubu s plastikou a nápisem:
| „ | Na památku pobytu K. H. Borovského v letech 1847-48 u svojí manželky Julie rozené Sýkorové z Proseče-Obořiště, LP 1998. | “ |

Julie Sýkorová bydlela s otcem, hraběcím lesníkem, v malém domku poblíž zámku. Karel Havlíček, se kterým se seznámila v Praze, jezdil na Proseč a trávil s Julií čas právě pod korunou starého dubu. Do Proseče se vraceli i jako mladí manželé po narození dcery Zdeničky.

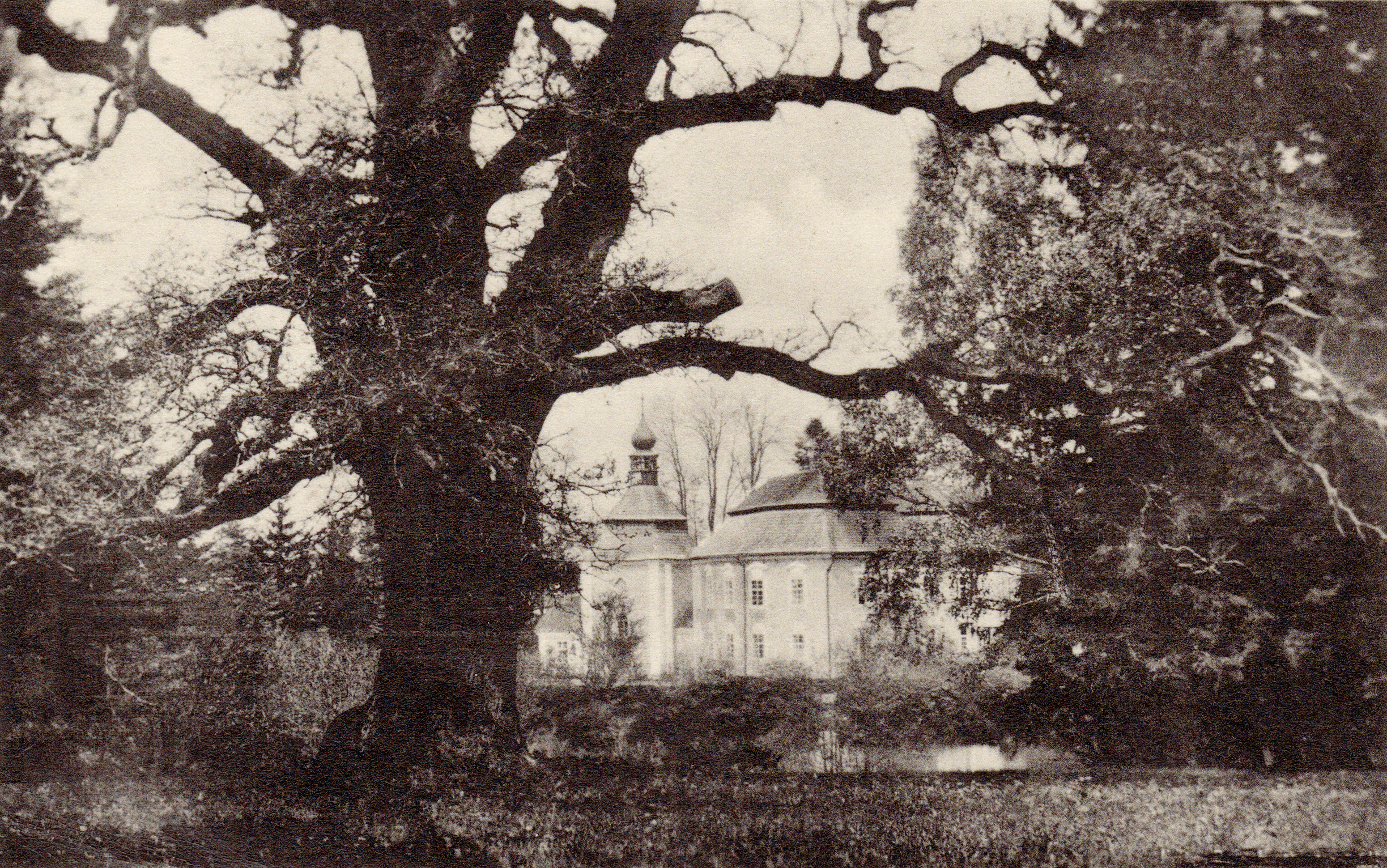
Havlíčkův dub
_{zřejmě 20. nebo 30. léta 20. století}

## Památné a významné stromy v okolí
- Kamenická lípa (nejstarší strom Vysočiny, 17 km J)
- Chudák babyka (Čížkov, nejmohutnější babyka ČR, 5 km S)
- Částkovická lípa (1,5 km JV)
- Lípa u svatého Jana (Libkova Voda) (6 km JV)
- Božejovská alej (37 z původních 38 lip malolistých, 7 km J)
- Božejovské lípy (dvě lípy malolisté na hřbitově a u kaple)